# 锡西孔

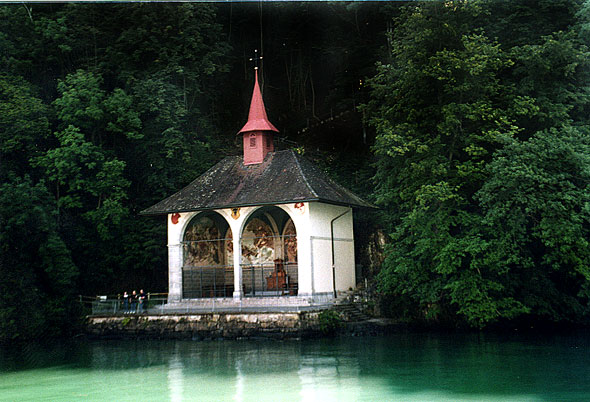
锡西孔的一座教堂

锡西孔是瑞士乌里州的市镇，位於該州北部，四森林州湖畔，与施維茨州莫尔沙赫接壤，面積16.33平方公里，海拔高度1460米，2008年人口388人，人口密度每平方公里23人。